# 트윈 (영화)
트윈(Judwaa, Twin)은 인도에서 제작된 데이빗 다원 감독의 1997년 액션, 코미디, 드라마 영화이다. 살만 칸 등이 주연으로 출연하였다.

## 출연

### 주연
- 살만 칸
- 카리스마 카푸르
- 케이더 칸

### 조연
- 아누팜 커